# Vágó Zsuzsi
Vágó Zsuzsi (született: Vágó Zsuzsanna; Miskolc, 1982. szeptember 6. –) magyar színésznő, musicalénekes.

## Életpályája
A gimnáziumi évek alatt a miskolci  Egressy Béni Zeneiskolában  tanult zongorázni 4 évig , majd a Pécsi Sándor Guruló Színházi Egyesület tagja volt. 2004-ben végzett az Operettszínházban működő Pesti Broadway Stúdióban. A Színészkamarától megkapta a színész I. minősítést, 2006-ban pedig az évad fiatal felfedezettjének járó Marsallbot díjat.
2008-ban részt vett a Magyar Televízió által szervezett eurovíziós nemzeti válogatóban, ahol Mészáros Árpád Zsolttal közösen adták elő a Két szív című dalt, mely végül a harmadik helyen végzett, így nem ők jutottak ki Belgrádba, a 2008-as Eurovíziós Dalfesztiválra.

## Színházi szerepek
- Utazás – Éva
- Ilyenek voltunk – Éva, Bódy Magdi, Kováts Kriszta
- Musical A-tól W-ig
- Rent – Maureen
- Nana – Rose, Annie
- István, a király – Réka
- Kiálts a szeretetért – Claire, Ayesha
- Volt egyszer egy Csapat – Bernadett
- West Side Story – Akárkié
- Valahol Európában – Suhanc (Éva)
- Rómeó és Júlia – Júlia
- Rudolf – Vetsera Mária
- Szépség és a Szörnyeteg – Babette
- Mozart – Nannerl, Constanze
- Tavaszébredés – Ilse, Wendla
- Abigél – Vitay Georgina
- Szentivánéji álom – Hermia
- Szép nyári nap – Juli
- Rebecca – Én
- Szerdán tavasz lesz – Kuncz Beáta
- Miss Saigon – Kim
- Viktória – Riquette
- Oszi boszi, a repülő nagyanyó – Álruhás Királylány
- Ördögölő Józsiás – Jázmina
- Elfújta a szél – Scarlett O'Hara
- Isten pénze – Fanny
- Fame – Mabel
- Marie Antoinette – Margrid Arnaud
- Titanic – Kate McGowan

## Filmszerepek
- Casting minden – Ivett